# 本町 (桐生市)
本町（ほんちょう）は、群馬県桐生市の町名。現行行政地名は本町一丁目から本町六丁目。郵便番号は376-0031。

## 地理
桐生市の中部に位置する。東北部は東久方町に、東部は仲町・東町・泉町に、東南部は高砂町・旭町に、南部は川岸町・錦町に、西南部は巴町・末広町に、西部は永楽町・宮本町に、西北部は西久方町・横山町に、北部は天神町にそれぞれ接する。
本町一・二・三丁目は横山町とともに桐生市第一区に、本町四・五・六丁目は桐生市第二区に属する。本町通りに沿って南北に長い町域を有し、町の両端には桐生天満宮と浄運寺が配されている。
一丁目・二丁目は、江戸期から昭和初期にかけての古い建造物が現存する歴史地区であり、商店の倉庫群や鋸屋根の織物工場などが文化活動の拠点として活用されている。
三丁目から六丁目は、本町通り・末広町通りを中心として商店街が広がり、本町通り・糸屋通り・買場通りなどでは定期的に露天市が開かれている。

## 歴史
近世初期に創建された桐生新町の一部にあたる。桐生新町は関東機業地帯の文化・経済の中心として栄え、本町は桐生市の中心商業地となっている。
1889年（明治22年）の町村制施行により、桐生新町、新宿村、安楽土村、下久方村、上久方村字平井が合併して桐生町が発足、桐生新町は桐生町の大字の一つとなる。1921年（大正10年）の市制施行を経て、1929年（昭和4年）に大字が廃止され、大字桐生新町は本町、横山町に分割され消滅した。
桐生町役場は当初、現在の本町に置かれたが、1902年（明治35年）に現在の永楽町に移転している。桐生郵便取扱所（桐生郵便局）は初め桐生新町一丁目に設けられ、1889年（明治22年）に四丁目に移転した。1931年（昭和6年）には末広町に移転している。

## 世帯数と人口
2022年（令和4年）1月31日現在の世帯数と人口は以下の通りである。
| 丁目       | 世帯数  | 人口    |
| ---------- | ------- | ------- |
| 本町一丁目 | 114世帯 | 234人   |
| 本町二丁目 | 126世帯 | 257人   |
| 本町三丁目 | 189世帯 | 311人   |
| 本町四丁目 | 110世帯 | 210人   |
| 本町五丁目 | 129世帯 | 258人   |
| 本町六丁目 | 126世帯 | 225人   |
| 計         | 794世帯 | 1,495人 |

## 小・中学校の学区
市立小・中学校に通う場合、学区は以下の通りとなる。
| 丁目       | 番地         | 小学校           | 中学校             |
| ---------- | ------------ | ---------------- | ------------------ |
| 本町一丁目 | 全域         | 桐生市立北小学校 | 桐生市立清流中学校 |
| 本町二丁目 | 全域         | 桐生市立北小学校 | 桐生市立清流中学校 |
| 本町三丁目 | 全域         | 桐生市立北小学校 | 桐生市立清流中学校 |
| 本町四丁目 | 70〜95番地   | 桐生市立東小学校 | 桐生市立清流中学校 |
| 本町四丁目 | 314〜341番地 | 桐生市立西小学校 | 桐生市立中央中学校 |
| 本町五丁目 | 38〜69番地   | 桐生市立東小学校 | 桐生市立清流中学校 |
| 本町五丁目 | 342〜370番地 | 桐生市立西小学校 | 桐生市立中央中学校 |
| 本町六丁目 | 1〜37番地    | 桐生市立東小学校 | 桐生市立清流中学校 |
| 本町六丁目 | 371〜373番地 | 桐生市立西小学校 | 桐生市立中央中学校 |
| 本町六丁目 | 374〜401番地 | 桐生市立南小学校 | 桐生市立中央中学校 |

## 交通

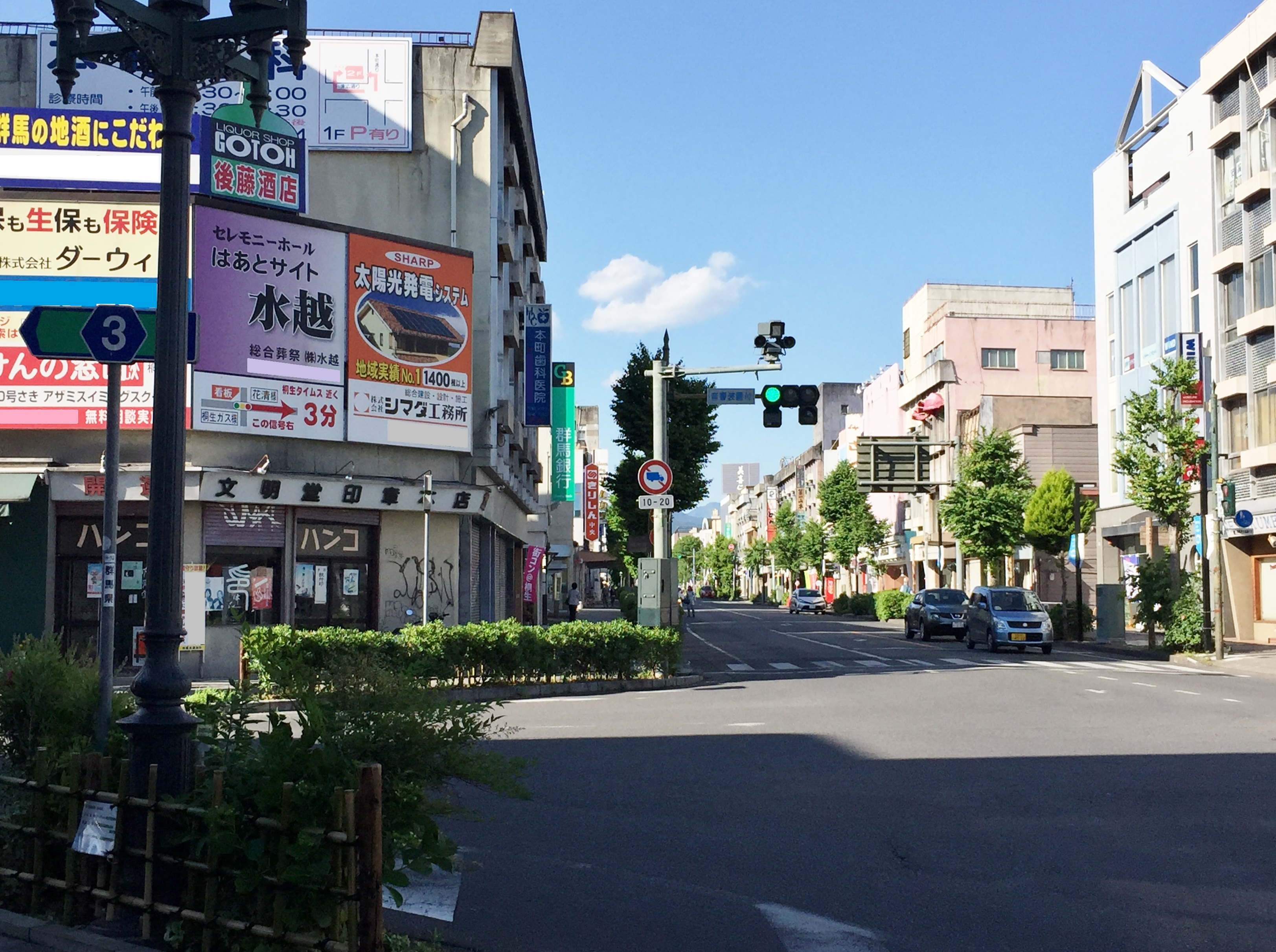
群馬県道66号 本町5丁目交差点

### 鉄道
町内に鉄道駅はない。

### 道路
南北を群馬県道・栃木県道66号桐生田沼線、群馬県道68号桐生伊勢崎線が通過し、東西を群馬県道3号前橋大間々桐生線、栃木県道・群馬県道227号小俣桐生線が通過している。また、この4路線はすべて起点または終点が当町にある。

## 施設

### 一丁目

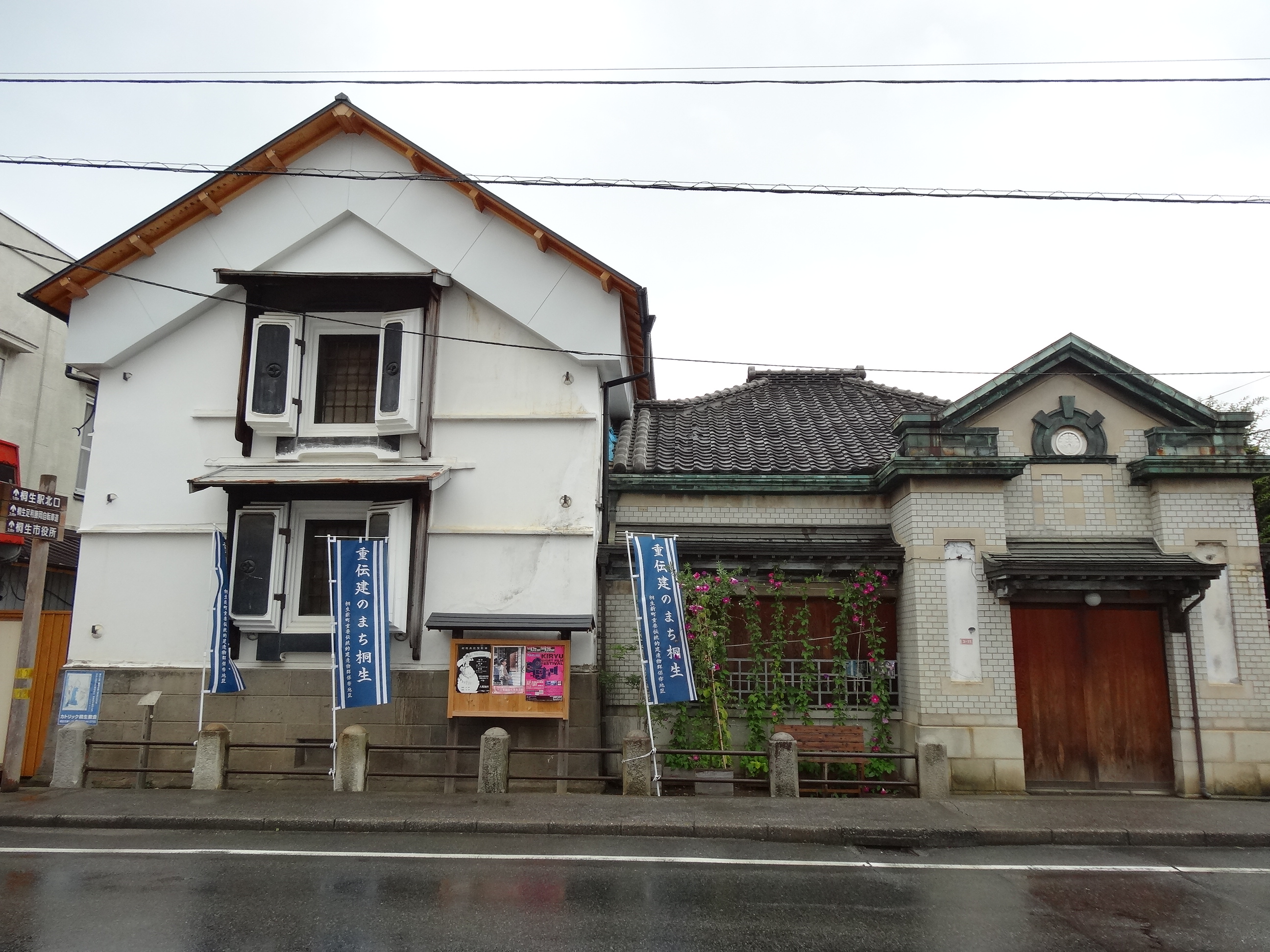
一丁目森合資会社事務所および店蔵

- 旧早政織物
- 森合資会社 - 国の登録有形文化財
- 無鄰館 - 国の登録有形文化財
- 中村弥市商店 - 国の登録有形文化財
- 旧平田商店 - 国の登録有形文化財
- 旧曽我織物 - 国の登録有形文化財

### 二丁目

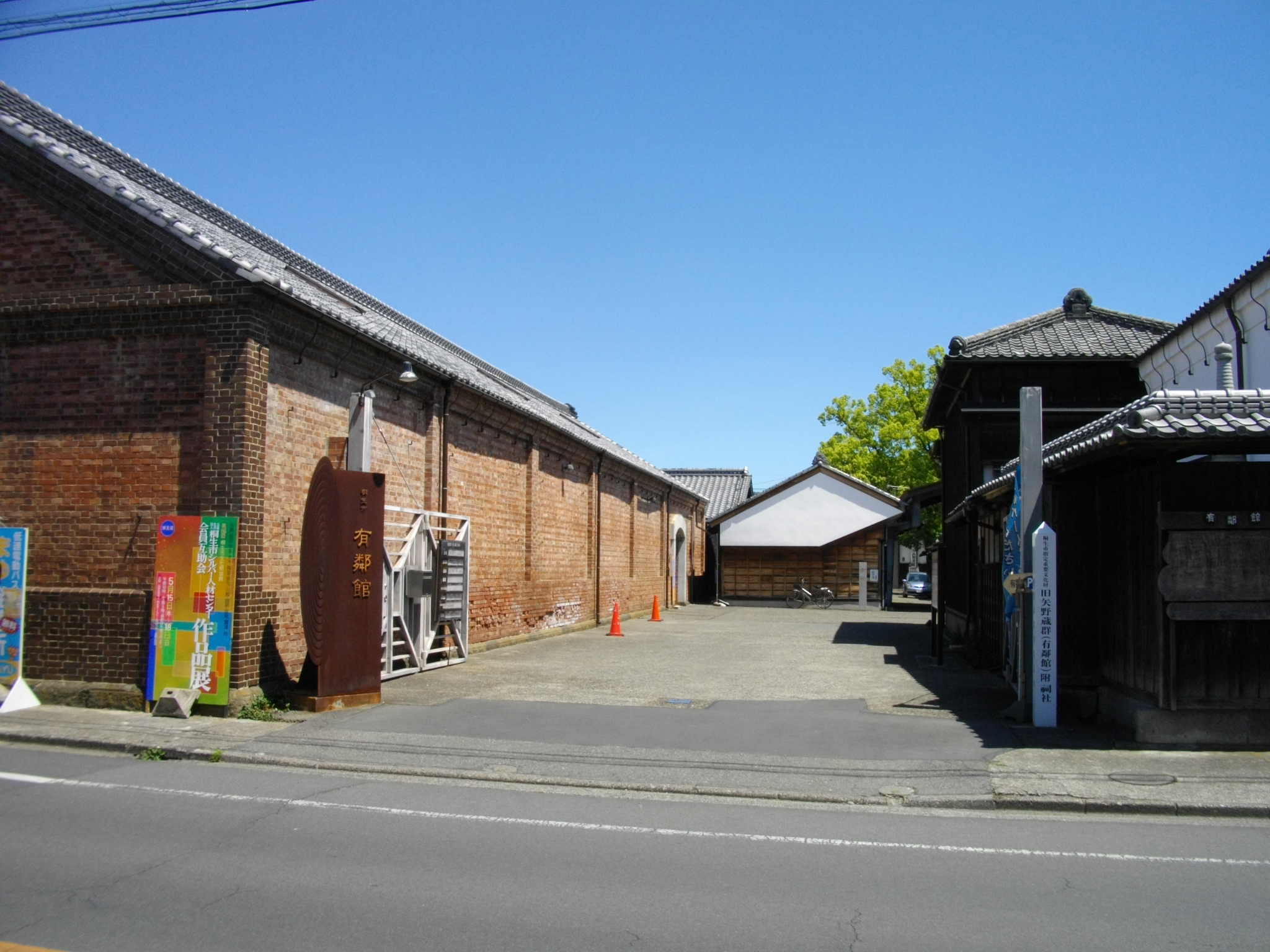
二丁目の有鄰館

- 桐生本町二郵便局
- 旧書上商店
- 玉上薬局
- 有鄰館 - 桐生市指定重要文化財
- 矢野本店 - 桐生市指定重要文化財
- 桐生三越

### 三丁目
- 翁蔵
- 桐生信用金庫 本町支店
- 桐生市営住宅 本町三丁目団地
- 東和銀行 桐生支店

### 四丁目
- 岩下病院
- あーとほーる鉾座
- ミスズヤ書店
- きんでん呉服店
- 美喜仁ビル
- 近江屋書店
- 大澤呉服店

### 五丁目

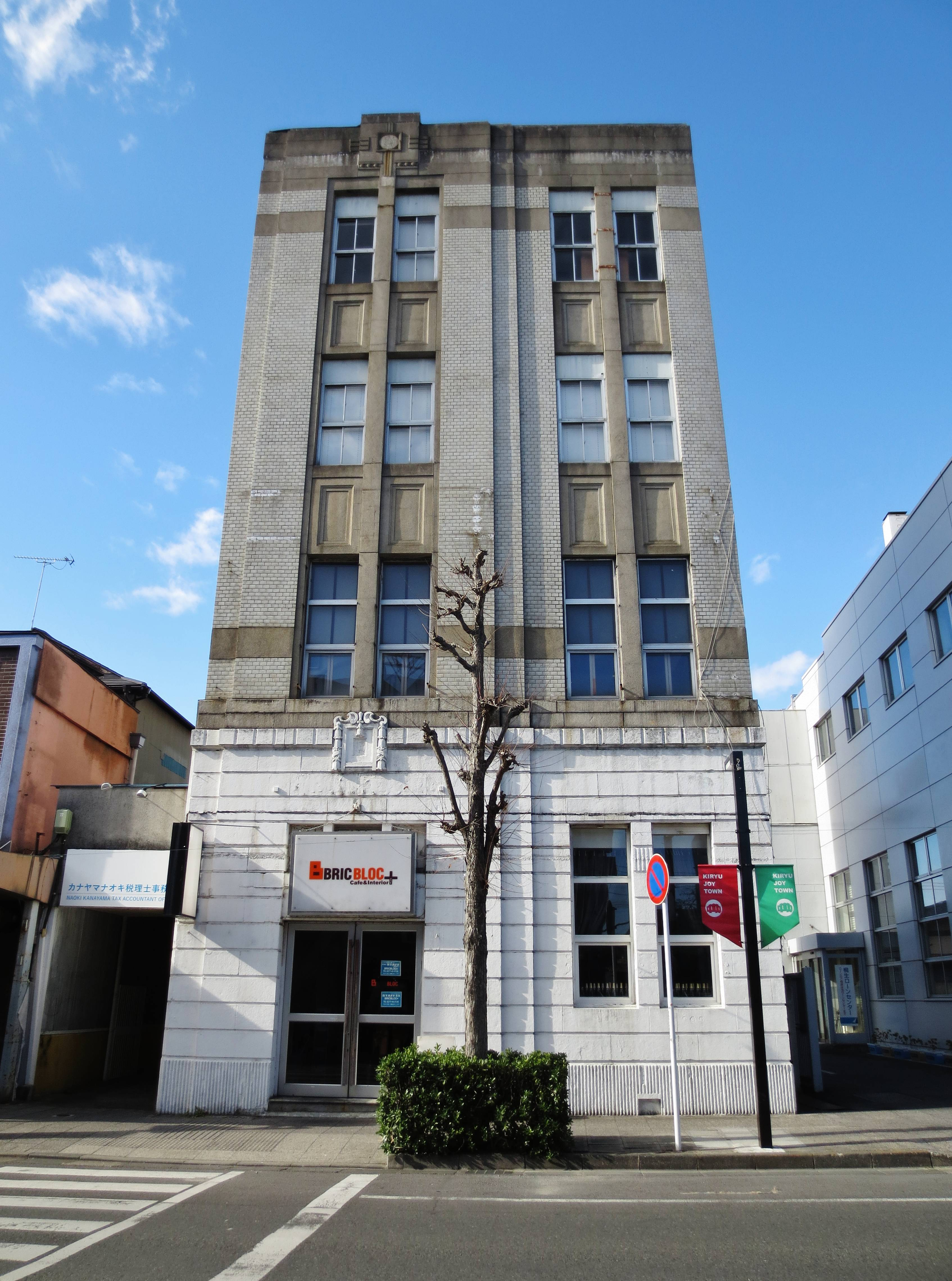
五丁目の金善ビル

- 小野眼
- 足利銀行 桐生支店
- 金善ビル - 国の登録有形文化財
- 桐生信用金庫 本町支店中央出張所
- 群馬銀行 桐生支店
- 桐生ガスプラザ
- シロキヤ書店
- コバトラ薬局
- モギカバン本店

### 六丁目

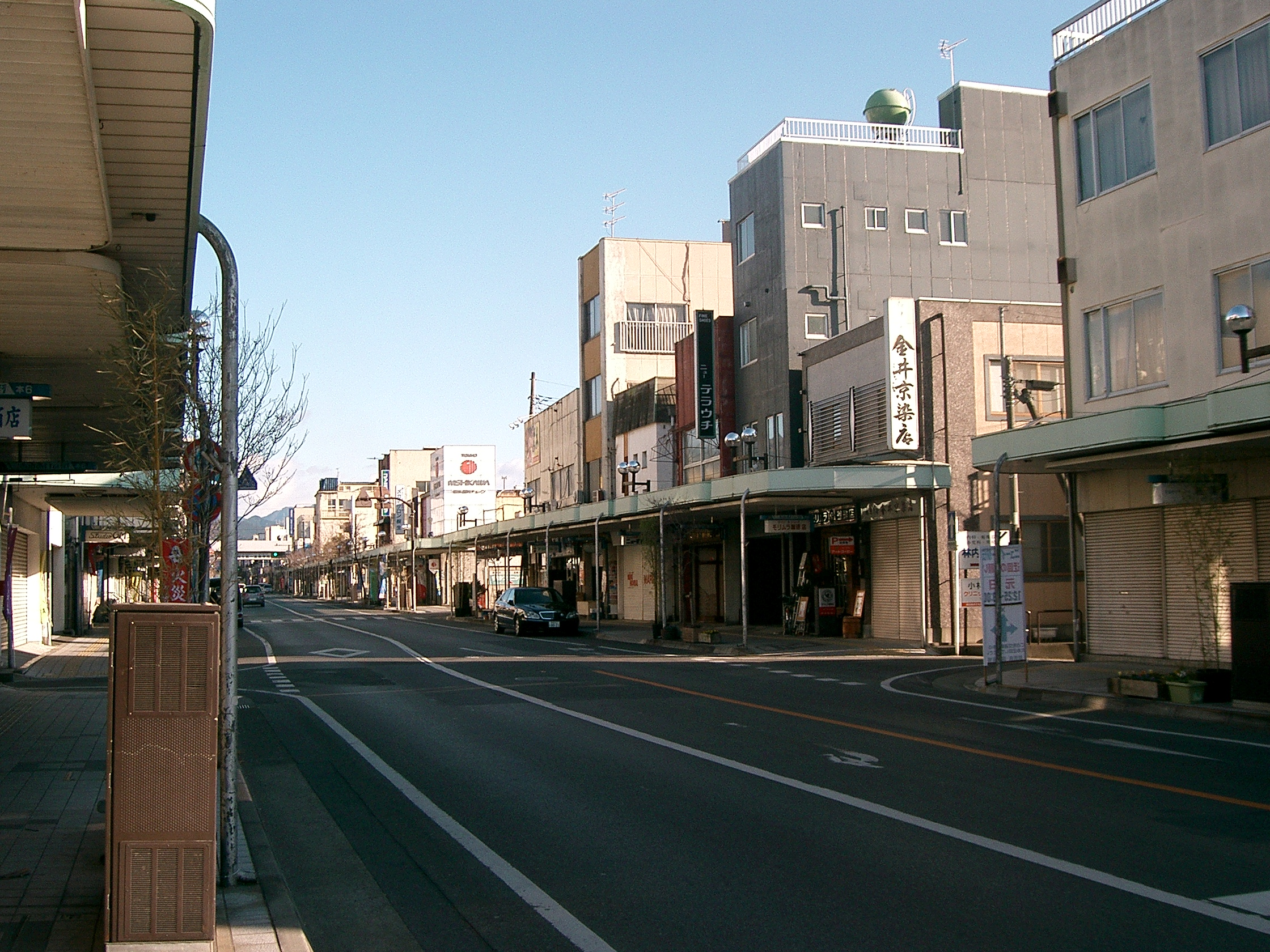
商店街となっている六丁目

- 横浜銀行 桐生支店
- 桐生市営住宅 本町六丁目団地
- 両毛線高架橋
- 浄運寺

## 避難所
当町には桐生市に指定された指定緊急避難場所と指定避難所はない。